# West Cajoot
El SS West Cajoot fue un buque de carga de diseño 1013 construido en 1919 por Los Angeles Shipbuilding & Dry Dock Co de Los Ángeles. Fue uno de los muchos barcos construidos por la empresa para la United States Shipping Board.

## Hundimiento
El vapor se hundió en la bahía de Nagaev debido a la explosión de una carga peligrosa el 19 de diciembre de 1947 y fue excluido de la lista de barcos del Ministerio el 22 de diciembre de 1948.